# Kinna Motorklubb

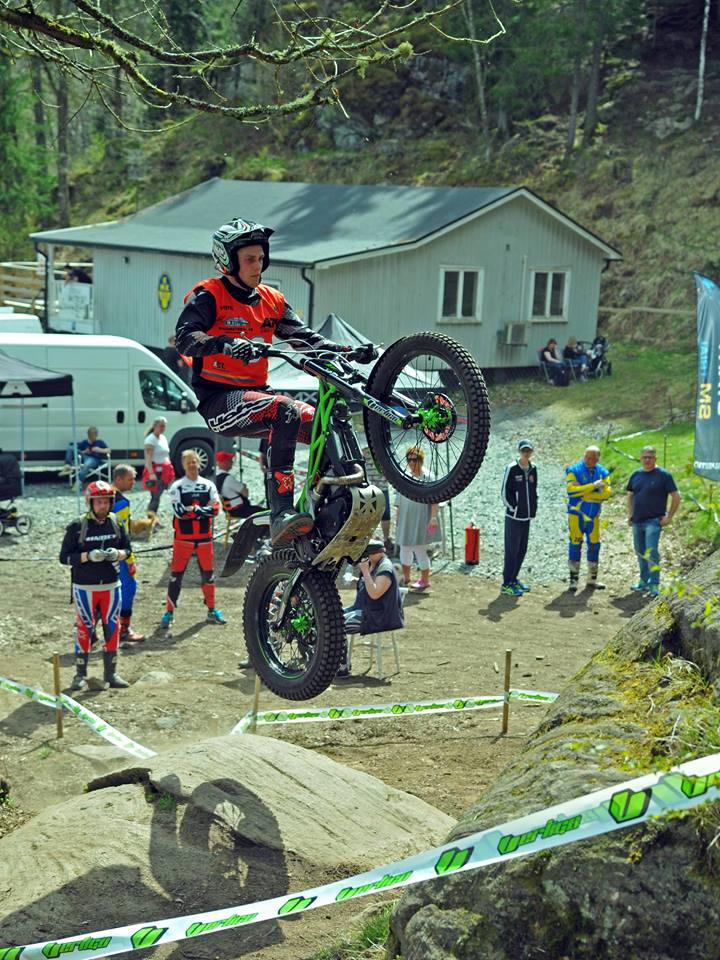
Dennis Ekberg, Kinna Motorklubb, flyger högt under klubbens SM-deltävling 2018

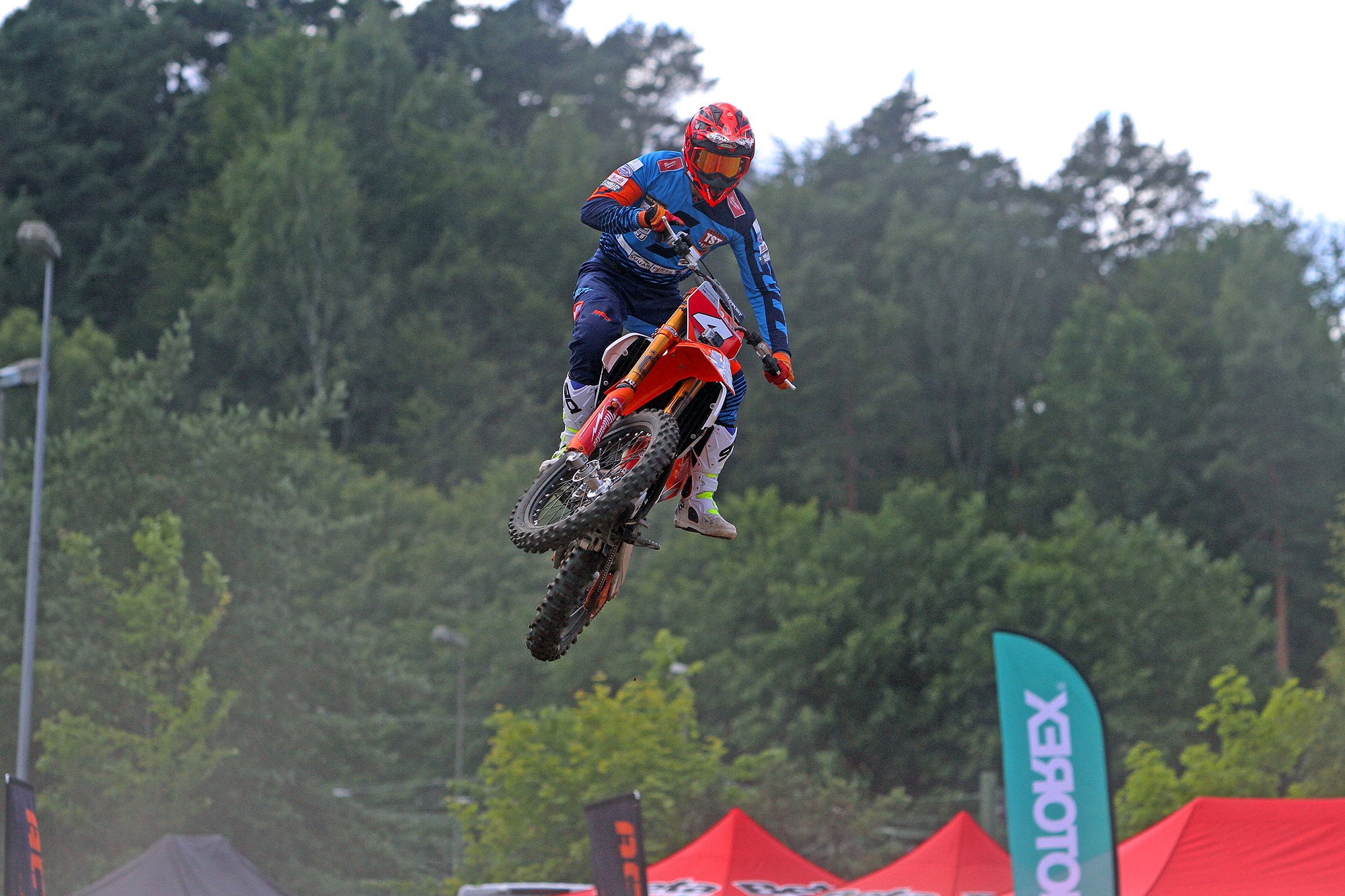
Andreas Linusson, Kinna Motorklubb, vinner SM i superenduro 2017.

Kinna Motorklubb har sitt ursprung i Viskadalens Motorklubb som bildades 1925. Några år därefter ändrades namnet till Kinna Motorklubb i samband med att bilsportverksamheten kompletterades med mc-sport. Under åren fram till andra världskriget  arrangerade föreningen bland annat backtävlingar vid Seatons kulle, rundbanetävlingar och sandbanetävlingar på stranden i Varberg. Under 1950- och 1960-talet arrangerade klubben enduro- och motocrosstävlingar. Därefter har man regelbundet arrangerat SM, NM och VM-tävlingar i trial.

## Kända förare
Klubbens förare har varit framgångsrika i flera olika motorcykelgrenar. Bröderna Stefan och Jonas Riedel har vunnit SM i trial, flera lag-SM samt lag-NM tillsammans med bland annat Benny Arthursson, även han från Kinna Motorklubb. Klubbens förare har också vunnit JSM samt representerat Sverige i lag-VM.
När det gäller roadracing är det Lars Persson, ”Kinna-Persson” kallad, som varit mest framgångsrik. Under tiden 1971-1975 vann han SM i klassen 50 cc varje år. Han fick även framskjutna placeringar i ett antal VM-tävlingar på sin fabriks-Monark. Lars Persson har fortfarande ett nationellt hastighetsrekord på flygande kilometern. Även Henry Riedel har varit framgångsrik inom roadracing med en SM-titel i klassen 125cc år 1981 som största merit.
Inom enduro är det främst Andreas Linusson som lyckats. Efter några pallplatser i JSM i trial 2007 och 2008 växlade han över till enduro där han vann USM 2012, JSM 2014 och SM3-klassen 2015 och 2016. År 2017 blev han europamästare i klass E1 (250cc 4T) samt vann SM i superenduro.